# 克勒希
克勒希是奥地利施蒂利亚州拉德克斯堡县的一个市镇。总面积16.39平方公里，总人口1276人，人口密度77.9人/平方公里（2005年）。